# Festival Clap Ivoire
Le Festival Clap-Ivoire est un festival de courts métrages réservé aux jeunes cinéastess ouest-africains,,,,. Créé en 1995 dans le cadre de la célébration du centenaire du cinéma en Côte d’Ivoire et organisé par l’Union des ciné clubs de Côte d’Ivoire (UCCCI) au centre culturel français d'Abidjan, ces journées ont permis aux devanciers de partager leurs passions et de susciter la vocation aux plus jeunes.
Depuis 2004, Clap Ivoire est ouverte à tous les jeunes des pays membres de l'Union économique et monétaire ouest-africaine (UEMOA), qui y présentent des films de fiction et documentaire. Il se déroule tous les ans à Abidjan, la capitale ivoirienne, et demeure la plus grande manifestation cinématographique du pays.

## Principe
Clap Ivoire est depuis 2004, un festival de concours de courts métrage vidéos des jeunes techniciens et réalisateurs des huit pays membres de l'UEMOA,. L'objectif du festival est de contribuer au développement du cinéma en Côte d'Ivoire et dans l'espace UEMOA par la promotion des métiers du cinéma et de l'audiovisuel auprès de la jeunesse, afin qu’elle fasse, du cinéma, un moyen d’expression et de lutte contre la pauvreté.
Pour renforcer sa dimension Panafricaine, le festival a été ouvert en 2012 à l’espace CEDEAO. Mais en 2016, sous décision du ministre de la culture et de la francophonie de la Côte d’Ivoire elle est limitée à nouveau aux États de l’UEMOA pour raison économique.[réf. nécessaire]
Organisé depuis 2012 sous la houlette de l’Office national du cinéma de Côte d’Ivoire (ONAC-CI), Clap Ivoire s'articule autour de deux phases : Une phase de sélection nationale qui s’organise dans chaque pays membre de l’UEMOA pour désigner les deux représentants nationaux respectivement dans les catégories fiction et documentaire et une phase internationale qui se déroule à Abidjan au mois de septembre avec les seize finalistes.

## Historique
Le festival a été créé en 1995 dans le cadre de la célébration du centenaire du cinéma en Côte d’Ivoire organisé par l’Union des ciné clubs de Côte d’Ivoire (UCCCI) au centre culturel français d'Abidjan,,,.
En 2008, la CEDEAO décerne à Clap Ivoire le Prix d'excellence des manifestations culturelles sous régionales.

## Édition 2022
- Grand Prix Kodjo Eboucle : Weyboro d'Halimatou Amadou Doumbia[14].
- Prix de l'UEMOA du meilleur film d'intégration : Sur les traces de mes ancêtres de Zéïnab Soumahoro, Côte d'Ivoire (documentaire)[15].
- Meilleure fiction : Ma vie, mon choix de Dôh Fousseny Traoré, Côte d'Ivoire[16].
- Meilleur scénario : Quand je serai grand de Thiaw Mandir Ndoye, Sénégal (fiction)[17].
- Meilleur direction photo : Souk de Bonkoungou Wendkoagnda Gaston, Burkina Faso, (fiction)[17]
- Meilleur son : Souk de Bonkoungou Wendkoagnda Gaston, Burkina Faso (fiction)[17]

## Édition 2021
- Grand Prix Kodjo Eboucle : Ma passion de Djélika Mama Traoré, Mali (documentaire)[18]
- Prix de Mme la ministre de la Culture et de l'Industrie des Arts et du Spectacle : Meneze d'Elisabeth Lemou, Togo (fiction)
- Prix du ministère de l'Intégration africaine : Mali (fiction)[19]

## Édition 2020
- Grand Prix Kodjo Eboucle : Binan-Douhô, Au pays des danses Lobi de Kambou Hery Jemima Grâce
- Prix de Mme la ministre de la Culture et de l'Industrie des Arts et du Spectacle : Orisha de Chabi Leila Olayemi Adje, Bénin (fiction)[21].
- Prix UEMOA de la meilleure fiction : Palanteer M'Bedo the window's muse de Mamadou Diop (Sénégal)[22].
- Prix UEMOA du meilleur documentaire : Les patrouilleurs de Djingarey Maiga Aoubacar, Niger[23].

## Édition 2019
- Grand prix Kodjo Eboué : Kuma de Hawa Aliou, Mali[24],[25]
- Meilleure interprétation féminine : Kuma de Hawa Aliou, Mali[24]
- Meilleure photographe : Kuma de Hawa Aliou, Mali[24]
- Meilleure interprétation masculine : Condition de Pierre Coulibaly, Côte d'Ivoire
- Prix du public : Condition de Pierre Coulibaly, Côte d'Ivoire
- Meilleur son : Le champ des oubliés de Komla Roger Gbekou, Togo[26]
- Meilleur scénario : Le champ des oubliés de Komla Roger Gbekou, Togo[27]
- Meilleure fiction : Le champ des oubliés de Komla Roger Gbekou, Togo[27]
- Meilleur documentaire : L'or rouge des Noépé de Wilson Mawugnigan, Togo[28]
- Prix de l'intégration africaine : Naténi, mon identité de Roberte Zannou, Bénin[25]

## Édition 2018
- Grand prix Kodjo Ebouclé : L'or dure d'Anita Afatchao, Togo
- Prix UEMOA du meilleur documentaire : Nostalgie d'Estelle Kone, Côte d'Ivoire
- Prix UEMOA de la meilleure fiction : Goom bi ou La plaie de Moly Kane Gbekou, Sénégal
- Prix de l'Intégration africaine : Le Dernier Combat de Linda Leila Diatta, Niger

## Édition 2017
- Grand Prix Kodjo Ebouclé : Une place dans l'avion de Khadidiatou Sow, Sénégal[29]
- Prix spécial UEMOA film fiction : Pile à l'heure de Mariam Doumbouya, Côte d'Ivoire[30]
- Prix spécial UEMOA film documentaire : Nos faiseurs de bonheur de Oumarou Kadry Koda, Niger[30]
- Prix de la meilleure fiction : La reine et le soleil de Mamadou Thiandoume, Sénégal[31][source secondaire souhaitée]
- Prix du meilleur documentaire : Les pieds dans l'eau de Mamadou Niang, Sénégal[30]

## Édition 2016
- Grand prix Kodjo Ebouclé : Rhum'heure de Maxime Tchincoun, Togo[27].
- Prix spécial UEMOA film fiction : Maxime Kossivi
- Prix meilleur film documentaire (prix de l’intégration africaine) : Les mangroves de Blandine Kpade, Togo (fiction)
- Prix meilleur film fiction (prix de l’intégration africaine) : Ramatou de Mor Talla Ndione, Sénégal (photographie)
- Prix meilleure interprétation féminine (prix de l’intégration africaine) : Fatou Toure, Sénégal
- Prix meilleure interprétation masculine : Salimata Ouédraogo
- Deuxième prix de la meilleure fiction (prix ONAC-CI) : Dibi de Mamadou Cisse, Mali[32].
- Deuxième prix du meilleur fiction (prix ONACI-CI) : Moi, moi et… vivant de Palakieme Kpatchaa, Togo (fiction)[27].
- Prix de l’intégration UEMOA film documentaire : Le palmier à huile de N'Goran Fidèle Koaukou, Côte d'Ivoire[33].

## Édition 2015
- Grand prix Kodio Ebouclé : Hope Land d'Ange Michel Bia, Côte d'Ivoire[34].
- Prix de la meilleure fiction : Sagar de Pape Abdoulaye Seck, Sénégal[35]
- Prix du meilleur film documentaire : Perdre la vue, ce n'est pas perdre la vie de Kouamé Ngoran, Côte d'Ivoire[36]
- Prix d'interprétation féminine : Rokhaya Thiaw dans Sagar de Pape Abdoulaye Seck, Sénégal[35]

## Édition 2014
- Grand prix Kodio Ebouclé : Nanas Benz, reine du textile de Joël Tchédré, Togo (documentaire)[37],[38],[39]
- Prix Uemoa du meilleur documentaire : Guinaw Rail (Derrière les rails) de Kady Diédhiou, Sénégal
- Prix Uemoa de la meilleure fiction : Les avalés du grand bleu de Maxime Tchincoun, Togo
- Prix Spécial du public : Le blanc dans la peau noire de Fatoumata Yasmine Konaté, Mali (fiction)
- Prix de l'Intégration africaine : Nanas Benz, reine du textile de Joël Tchédré, Togo (documentaire)
- Prix Canal + du meilleur scénario : Les avalés du grand bleu de Maxime Tchincoun, Togo (fiction)
- Prix Canal + de la meilleure interprétation féminine : Les avalés du grand bleu de Maxime Tchincoun, Togo (fiction)
- Prix Canal + de la meilleure interprétation masculine : Elise de Saho V. Zoh, Côte d'Ivoire
- Prix Canal + du Meilleur son : Maintenant… Virtuellement familial de Mamadou Ndiaye, Sénégal (fiction)
- Prix Canal + de la meilleure photographie : Viyesu, les rites d'enfance de Philippe Houngbédji, Bénin (documentaire)
- Prix Côte Ouest : Le blanc dans la peau noire de Fatoumata Yasmine Konaté, Mali (fiction) et Le surdiplômé de Samuel Fagbedji, Bénin

## Édition 2013
- Grand prix Kodjo Ebouclé : Tao-Tao de Adama Salle, Burkina-Faso[40]
- Prix Canal+ de la meilleure photographie : Toungouma d'Abdoul Mahamane Bakale, Niger

## Édition 2012
- Grand Prix Kodjo Ebouclé : Rencontre virtuelle de Ayman Aymar Éssé, Bénin
- Prix du meilleur scénario : Rencontre virtuelle de Ayman Aymar Éssé, Bénin
- 1er prix UEMOA du meilleur film fiction : Le prix à payer de Maxime Tchincoun, Togo
- 1er prix UEMOA du meilleur film documentaire : Fonon ou le génie du fer de François Sylla, Côte d'Ivoire
- 2e prix UEMOA film documentaire : Takkaay nos bijoux de Bintou Fanta Coly, Sénégal
- 2e prix UEMOA du meilleur film de fiction : Le feu de l'amour de Cheikh Mohamed Keïta, Mali
- Prix de l'intégration africaine (décerné par le Ministère ivoirien de l'intégration africaine) : Les échassiers de Koffi Novissi Azaglo, Togo (documentaire)
- Prix Canal + de la meilleure actrice : Interprète de Nathalie dans Le prix à payer de Maxime Tchincoun, Togo[41]
- Prix du meilleur acteur : Interprète de Zan dans Le feu de l'amour de Cheikh Mohamed Keïta, Mali
- Prix du meilleur son : Babi de Siam Marley, Côte d'Ivoire
- Prix de la meilleure photographie : Génération de demain de Antonio Jacinto Mango Guinée Bissau (documentaire), pour Alexandre Dias

## Édition 2011
- Grand prix Kodjo Ebouclé : Le voile déchiré de Jean-Eudes Pokou, Côte d'Ivoire (fiction)[42].
- 2e prix : L'œuf de la trahison de Mariam Kamissoko
- Prix Canal Horizon de la meilleure photographie : L'œuf de la trahison de Mariam Kamissoko [43].
- Premier prix documentare : Les derniers tirailleurs de Moustapha Diallo[44]

## Édition 2010
- Grand prix Kodjo Ebouclé de l'UEMOA : Lobicker ou femmes Lobi de Jean-Noël Boyou, Côte d'Ivoire[45]
- Premier prix Kodjo Ebouclé de l'UEOMA : La reine et le soleil de Mamadou Thiandoum, Sénégal (fiction) et Les pieds dans l'eau de Mamadou Niang, Sénégal (documentaire)

## Édition 2009
- Prix du public : L'orphelin de Yoro Diakité, Mali[46]
- Prix du meilleur scénario : A qui le tour ? de Samson Adjaho, Bénin
- Prix du meilleur son : Brûle en moi de Solange Houessenon, Côte d'Ivoire
- Prix de la meilleure photo : Une journée d'enfer de Ingrid Agbo, Togo
- Prix de la meilleure interprétation féminine : A qui le tour ? de Samson Adjaho, Bénin[47]
- Prix de la meilleure interprétation masculine : Au-delà du miroir de Henry Porquet, Côte d'Ivoire
- 2e prix documentaire : Papa de Aïcha Thiam, Sénégal
- 2e prix fiction : Une journée d'enfer de Ingrid Agbo, Togo
- Prix spécial du jury : Gaoussi, le mariage parfait de Doyigbé Lionel M. Ulrich, Bénin
- Prix UEMOA documentaire :  Brûle en moi de Solange Houessenon, Côte d'Ivoire
- Prix fiction UEMOA : A qui le tour ? de Samson Adjaho, Bénin

## Édition 2008
- Grand Prix Kodjo Ebouclé : Les pharmacies ambulantes de Fatoumata Sidibé, Mali[48]
- Prix UEMOA du meilleur film de fiction : Banc jaaxle de Massamba Niang, Sénégal
- Prix UEMOA du meilleur documentaire : Les pharmacies ambulantes de Fatoumata Sidibé, Mali
- 2e prix de film fiction : Victimes innocentes de Viglo Komlanvi, Togo
- 2e prix de film documentaire : Où sont-ils ? de Lelly Kossa Anité, Burkina Faso
- Prix Canal+ Horizons : Dieu est amour de Martial Bohui, Côte d'Ivoire
- Meilleur son : Notre pain capital de Sani Magori, Niger[48]
- Meilleur image : Forêt sacrée du collectif Acinegui, Guinée-Bissau

## Édition 2007
- Prix Ebouclé : Affaire d'Etat de Fatoumata Ouattara, Côte d'ivoire[49].
- Prix de la meilleure fiction: Affaire d'Etat de Fatoumata Ouattara, Côte d'Ivoire
- Deuxième prix en fiction : Honorable député de Siradji Mahaman Bakabé, Niger
- Prix du meilleur documentaire : Les trompettes de Amen de Messah Kossi Obanikoua, Togo
- Deuxième prix en documentaire : Un village d'animaux : le zoo national d'Abidjan de Charles Aka, Côte d'Ivoire
- Prix spécial du jury : Le Calebassier documentaire de Christian Noukpo Whannou, Bénin

## Édition 2006
- Grand Prix : Qui est fou de Nanoud Kophi Albert, Côte d'Ivoire (documentaire)[50]
- Prix spécial du public : Qui est fou de Nanoud Kophi Albert, Côte d'Ivoire[50]
- Prix de l'originalité : Les portefaix du grand marché de Lomé de Gadji Assiongbo, Togo[50]
- Prix de la meilleure image : Les portefaix du grand marché de Lomé de Gadji Assiongbo, Togo[48]
- Prix du meilleur son : Les portefaix du grand marché de Lomé de Gadji Assiongbo, Togo[50]
- Prix spécial du jury : Le cas Birima de Hamet Fall Diagne, Sénégal[50]
- Prix du meilleur scénario : Le cas Birima de Hamet Fall Diagne, Sénégal[50]

## Édition 2005
- Grand Prix Kodjo Ebouclé : Xoule de Saadibou Gaye, Sénégal (fiction)

## Édition 2004
- Grand prix Kodjo Ebouclé : Déclin économique en situation de guerre, Nanoud Kophi Albert et Malick Serges, Côte d'Ivoire (documentaire)[51],[52]